# Loktevskij rajon
Il Loktevskij rajon (in russo Локтевский район?) è un rajon del kraj dell'Altaj, nella Russia asiatica.